# Phrixocomes hedrasticha
Phrixocomes hedrasticha är en fjärilsart som beskrevs av Turner 1936. Phrixocomes hedrasticha ingår i släktet Phrixocomes och familjen mätare. Inga underarter finns listade i Catalogue of Life.